# Persea aurata
Persea aurata är en lagerväxtart som beskrevs av Friedrich Anton Wilhelm Miquel. Persea aurata ingår i släktet avokador, och familjen lagerväxter. Inga underarter finns listade i Catalogue of Life.